# Aleuroplatus hoyae
Aleuroplatus hoyae là một loài côn trùng cánh nửa trong họ Aleyrodidae, phân họ Aleyrodinae.
Aleuroplatus hoyae được Peal miêu tả khoa học đầu tiên năm 1903.